# Wilmore (Kentucky)
Wilmore è un comune degli Stati Uniti d'America, situato nello Stato del Kentucky, nella Contea di Jessamine.